# Аносово (Воскресенский район)
Аносово — деревня в составе Благовещенского сельсовета в Воскресенском районе Нижегородской области.

## География
Находится в правобережье Ветлуги на расстоянии примерно 11 километров по прямой на запад-северо-запад от районного центра поселка  Воскресенское.

## История
Основана предположительно около 1637 года. Входила в Варнавинский уезд Костромской губернии. В 1870 году учтено было 35 дворов и 189 жителей, в 1907 32 и 160 соответственно. В 1926 году было учтено 37 дворов и 182 жителя. В советское время работали колхозы «14 лет Октября» и им.Горького.

## Население
Постоянное население  составляло 9 человек (русские 100%) в 2002 году, 2 в 2010 .